# Sesbania tomentosa
Sesbania tomentosa är en ärtväxtart som beskrevs av William Jackson Hooker och George Arnott Walker Arnott. Sesbania tomentosa ingår i släktet Sesbania och familjen ärtväxter. Inga underarter finns listade i Catalogue of Life.

## Bildgalleri

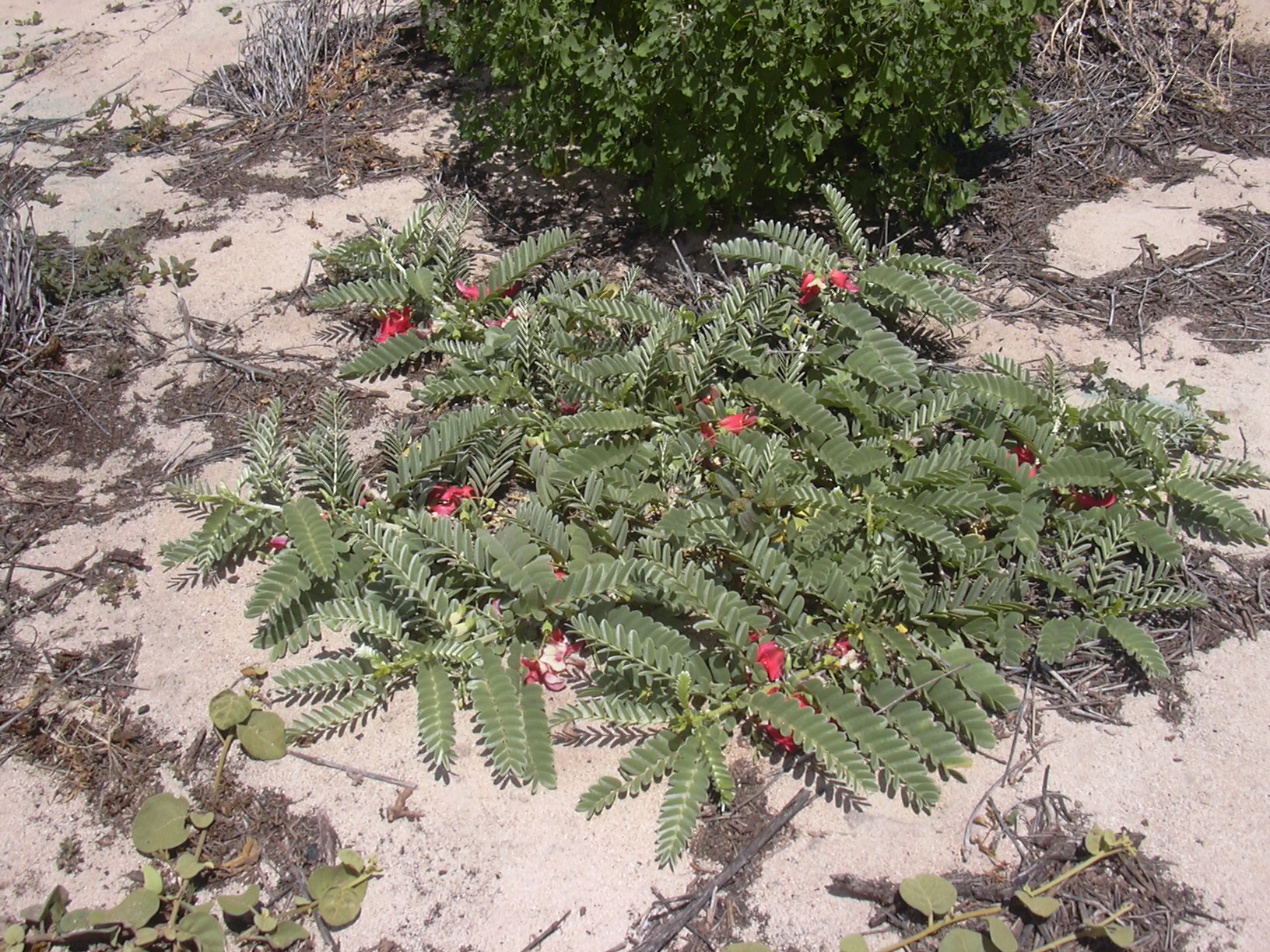
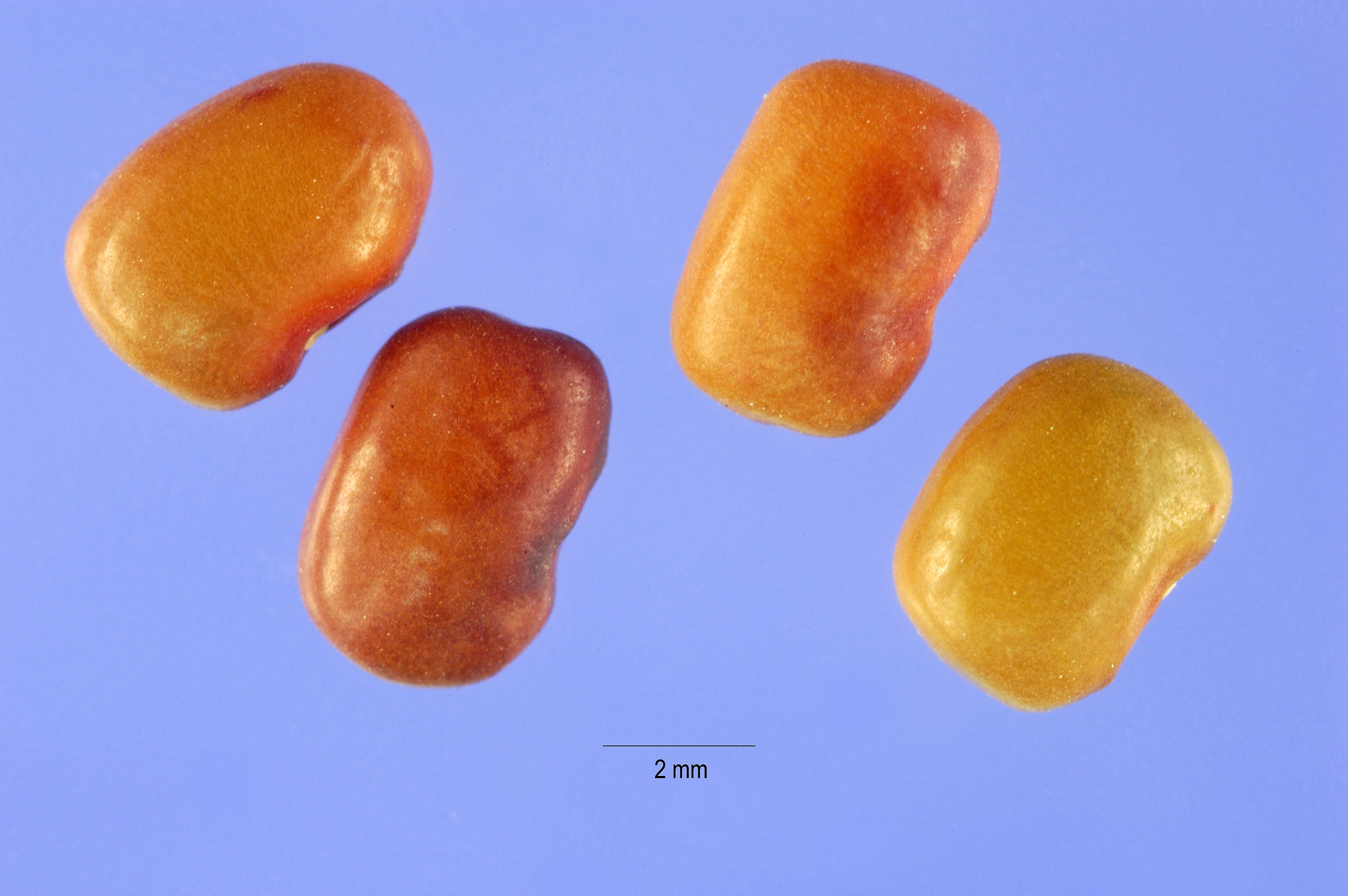
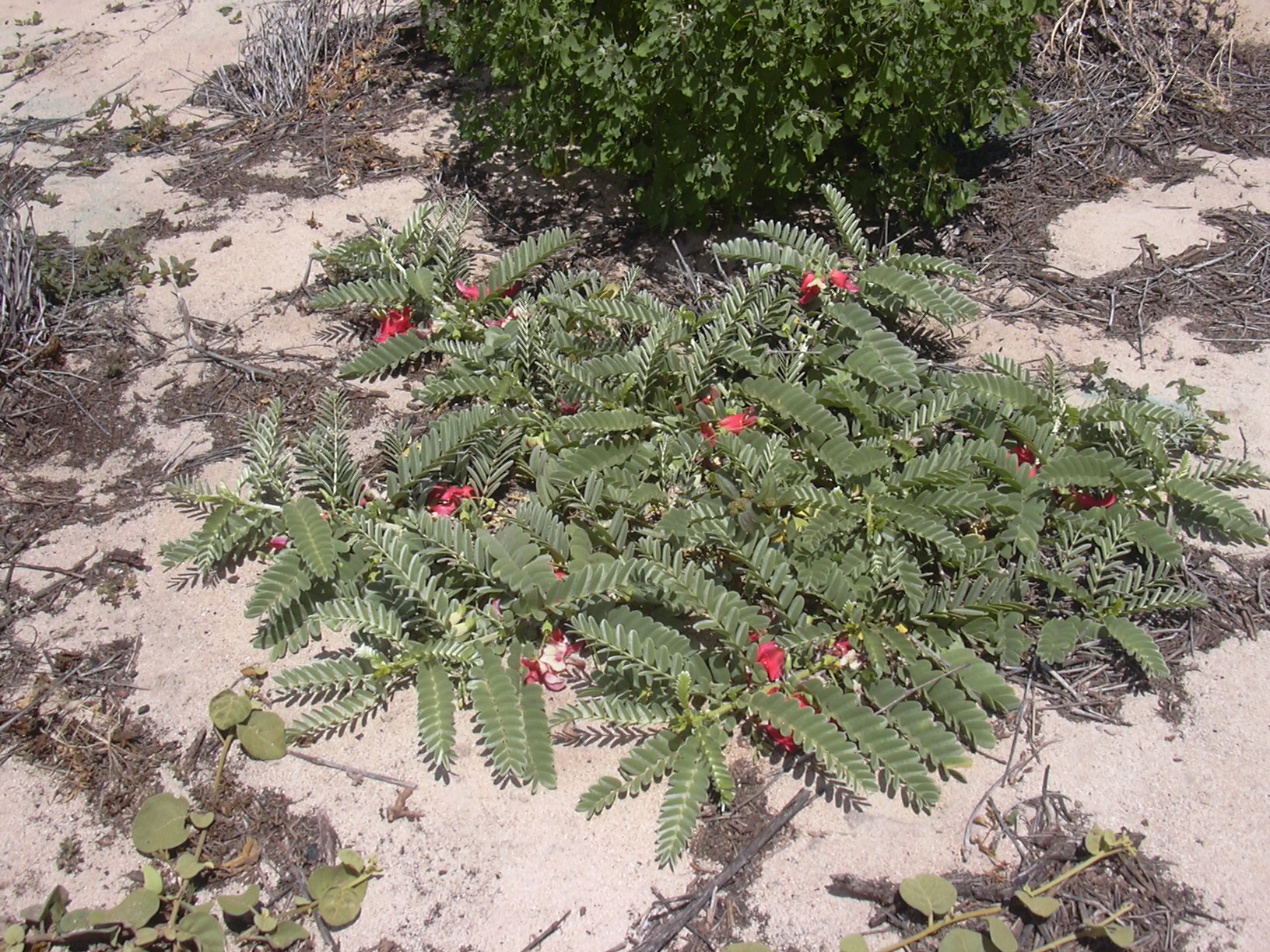
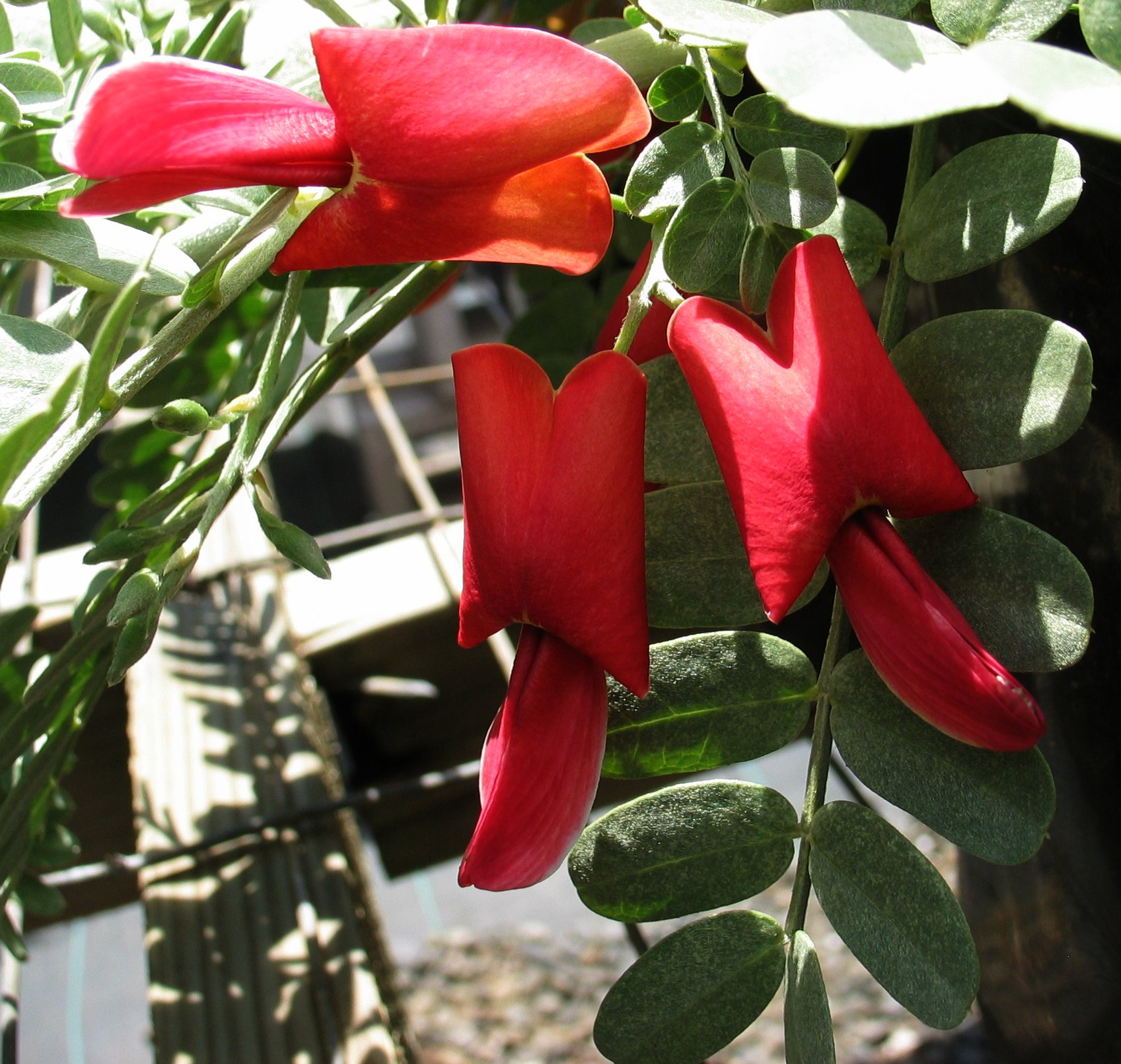
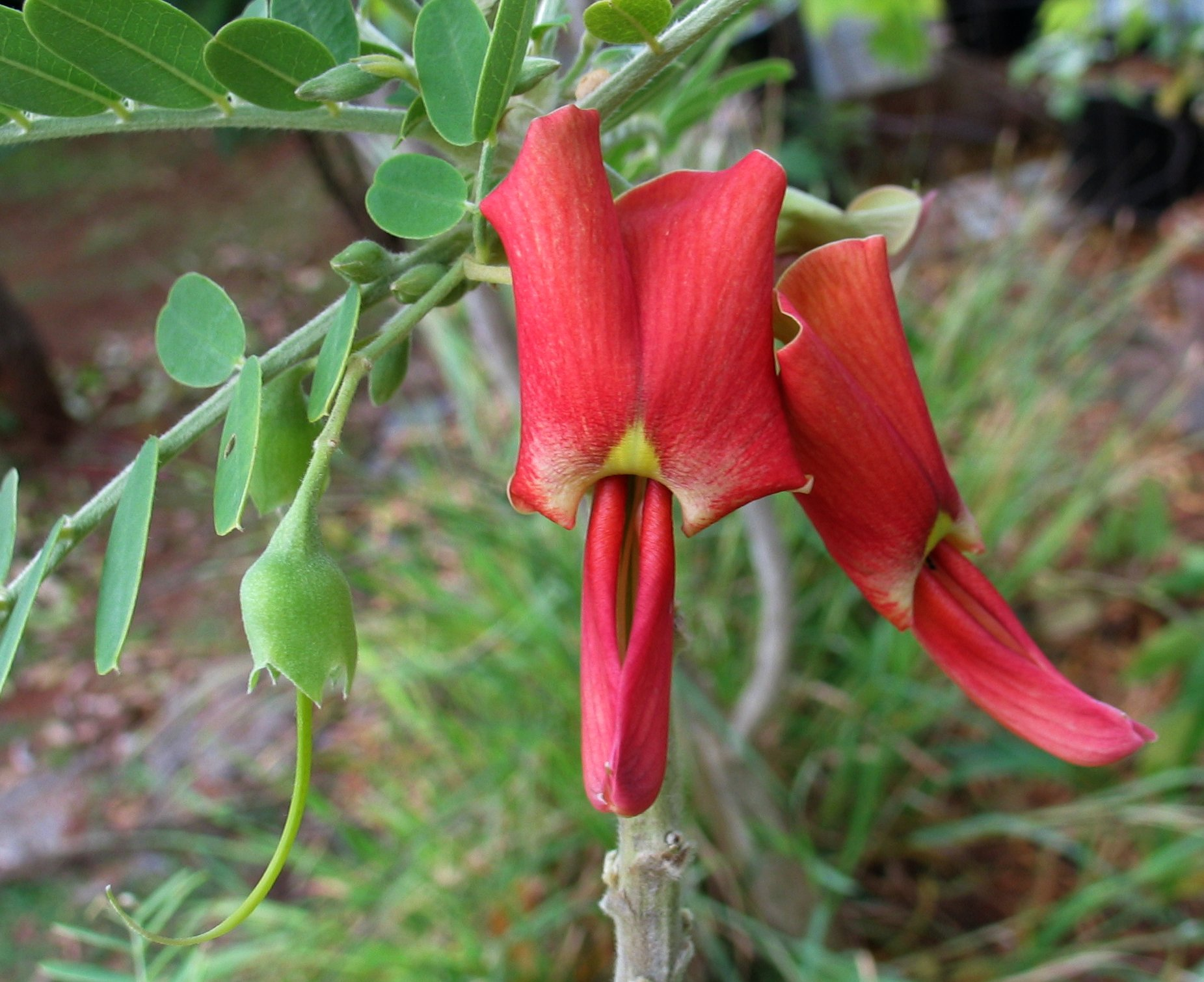